# Zonites anaphiensis
Zonites anaphiensis es una especie de molusco gasterópodo de la familia Zonitidae en el orden de los Stylommatophora.

## Distribución geográfica
Es  endémica de la isla de Anafi en Grecia.